# Barbronia weberi
Barbronia weberi ist der Name einer Art im Süßwasser lebender Egel aus der Familie der Salifidae in der Unterordnung der Schlundegel, der in Asien weit verbreitet ist und insbesondere Schlammröhrenwürmer frisst. Durch den Aquarienhandel breitet er sich als invasive Art in Nordamerika und Europa aus.

## Merkmale
Barbronia weberi wächst zu Körperlängen von 2,5 bis 3,1 cm heran, wobei Individuen ab etwa 1,4 cm geschlechtsreif werden. Bei einer Körperbreite von 1,9 mm erreicht der hintere Saugnapf einen Durchmesser von etwa 1,5 mm. Die Körperoberfläche ist mit winzigen Papillen bedeckt und hat eine einheitlich rote bis dunkelrotbraune, manchmal auch fast schwarze Färbung. Am Kopf sitzen stets 3 Paar Augen, darunter keine akzessorischen Augen. Von den äußerlich nicht erkennbaren Segmenten umfassen 17 Segmente jeweils fünf äußere Ringel. Im Pharynx, dessen 3 Leisten vorn um 60° gedreht sind, befinden sich an jeder der 3 Leisten je 1 bis 2 Stilette. Zwischen der männlichen und der weiblichen Geschlechtsöffnung der zwittrigen Tiere liegen 5 oder weniger äußere Ringel. Am Bauch befindet sich neben den Geschlechtsöffnungen eine mittige akzessorische Kopulationsgrube, die bei Jungtieren noch fehlen kann.

## Verbreitung und Lebensraum
Barbronia weberi lebt im Süßwasser von Binnengewässern – Flüssen, Bächen, Seen, Teichen und Sumpfgebieten – des Tieflandes und ist im Indus wie auch im Ganges häufig. Der Egel ist in Südasien, Ostasien und Südostasien von Pakistan, Kaschmir und Afghanistan über ganz Indien bis nach Japan, Java, Sumatra und Sulawesi verbreitet. Dabei tritt Barbronia weberi oft gleichzeitig mit dem indischen Schneckenegel Alboglossiphonia weberi auf. Durch den Menschen, unter anderem durch den Aquarienhandel, ist Barbronia weberi in Europa (Italien) und Nordamerika eingeschleppt worden, wo sie sich als invasive Art ausbreitet.

## Ernährung
Barbronia weberi ist ein Fleischfresser und ernährt sich vorzugsweise von Schlammröhrenwürmern und anderen kleinen Ringelwürmern, darunter Arten der Familie Naididae. Die Beute wird mithilfe des muskulösen Pharynx als Ganzes verschlungen.

## Fortpflanzungszyklus
Wie alle Egel ist Barbronia weberi ein Zwitter, wobei sich wie generell bei Schlundegeln zwei Individuen gegenseitig durch Injektion von Pseudopermatophoren (hypodermische Insemination) begatten. Durch Schleimabsonderungen des Clitellums werden verlängert eiförmige Eikokons geformt, in die das Muttertier die befruchteten Eier legt. Die Kokons werden an Pflanzen, Steinen und anderen harten Gegenständen befestigt. Aus ihnen schlüpfen fertig entwickelte kleine Egel.
Mittelgroße geschlechtsreife Egel treten im Ganges ab Dezember auf, während es die meisten voll ausgewachsenen Egel im Januar und Februar gibt und Jungtiere sich von März bis Mai zeigen.